# Christiania (skib, 1875)
 For alternative betydninger, se Christiania (flertydig). (Se også artikler, som begynder med Christiania)
Christiania var et passagerskib, bygget af Burmeister & Wain til Det Forenede Dampskibs-Selskab (DFDS). Skibet var aktivt i rederiets tjeneste til 1904 og blev ophugget i 1913. Det var opkaldt efter Norges hovedstad Christiania, der siden 1925 har heddet Oslo.

## Historie
Christiania blev bygget af jern og blev udstyret med to to-cylindrede dampmaskiner, der også blev leveret af Burmeister & Wain. Maskineriet drev to skovlhjul og ydede i alt 1.100 HK. DFDS havde siden rederiets oprettelse i 1866 haft en rute til Norge, der fra 1871 blev besejlet af dampskibet Aarhus med anløb i Christiania og stop undervejs i Göteborg. Ruten blev så populær, at rederiet bestilte et større skib, som fik navnet Christiania. Anløbet af Göteborg undervejs blev fastholdt, fordi det var nødvendigt at laste kul for at have brændstof nok til hele turen. 
Indsættelsen af Christiania på ruten betød, at rederiet nu også kunne tilbyde køjer med madrasser til passagererne på anden klasse, så turen på 21 timer blev mere komfortabel. På første klasse var alle sejl sat. Der var en herresalon med lædermøbler og til damerne en salon i "Palmehavestil" med importerede franske chaiselonger med guldbelægninger på løvefødderne. Måltiderne blev indtaget i spisesalonen, akkompagneret af levende musik. Forskellene i serviceniveau var tydeligt afspejlet i priserne: En returbillet på første klasse kostede 42 kroner og på anden klasse slap man med 18 kroner. Hvis man kunne nøjes med en dæksplads på tredje klasse, var prisen 7 kroner, men så skulle man også selv medbringe tallerken, kop og bestik til forplejningen, der her bestod af "kavring" (en slags kiks), grød, flæsk, saltet kød, vælling og dertil øl.
Christiania besejlede ruten til Norge indtil 1893, hvor skibet fik andre opgaver i rederiet. I 1904 var det nedslidt og blev solgt for 125.000 rubler til Paul Forostowsky i Windau (Ventspils), der dengang lå i Rusland. Her blev det brugt som flydende pakhus for smør under navnet Refrigerator. Senere i årtiet kom det tilbage til DFDS og blev omdøbt til Depotskib No. II. Den gamle hjuldamper blev 26. april 1913 solgt til ophugning til firmaet Petersen & Albeck i København.

## Eftermæle
Christianias ry som et komfortabelt og velsejlende skib var så stort, at dets udformning efter sigende dannede grundlag for kongeskibet Dannebrog, der blev bygget hos Burmeister & Wain få år senere. Billeder af de to skibe viser under alle omstændigheder store lighedspunkter.